# Cantonul Valenciennes-Sud
Cantonul Valenciennes-Sud este un canton din arondismentul Valenciennes, departamentul Nord, regiunea Nord-Pas-de-Calais, Franța.

## Comune
- Artres
- Aulnoy-lez-Valenciennes
- Famars
- Haulchin (Halcim)
- Hérin
- La Sentinelle
- Maing
- Monchaux-sur-Écaillon
- Oisy
- Prouvy
- Quérénaing
- Rouvignies
- Thiant
- Trith-Saint-Léger (Tricht)
- Valenciennes (Valencijn) (parțial, reședință)
- Verchain-Maugré